# 社倉
社倉，中国古代中由官府动员、以民间力量为主兴办的一种具有社会保障、互助性质的备荒、救济的仓储。
社倉多设于乡社，也称乡仓。与义仓既相似又有别。义仓起源于汉代，发展成熟于北齐，兴盛于隋唐。北齐征“义租”，在州县设仓存贮，为义仓的先河。社仓大多为民间自营，其谷为地方豪富或一般民家自动输供，平时积贮、灾时赈民。
隋文帝开皇五年（585年）当时工部尚书长孙平奏请于乡社建立义仓，在粮食收获时向各州百姓和军人征粮积贮，以备荒年。此类设仓于社，并由社司管理的义仓就是后代的社仓。当时社仓、义仓无别。唐太宗贞观二年（628年），戴胄奏请仿照隋制，并正式以“社仓”命名，但实际上大多设于州、县。
宋代也有于乡社设立义仓，也称社仓。北宋熙宁年间，知齐州王广渊等建议以户等高低定出粮多少，建置此仓，然未能实行。南宋朱熹等倡设的地方储备借贷粮仓。南宋乾道四年（1168年），朱熹在建宁府崇安县（今福建武夷山市）设社仓，并创立“社仓法”，淳熙八年（1181年）奏行诸路。借常平仓或富人粮于乡社设仓，由富户主持，由都社首、保正及在乡士大夫协同办理，始收息十分之二，利息十倍于本，即不再收息，只收耗粮百之三。因由富豪主管，往往对平民强令白纳息米，还没有除放之期，成为民间祸患。
元朝每社设一仓，由社长主持，名为“义仓”，就是社仓。明世宗嘉靖年间设社仓。让百姓二、三十家结为一社，共推家道殷实而有德行者一人为社首，处事公平者一人为社正。每月初一、十五两次集会，审别户等，上等之家出米四斗，中等二斗，下等一斗。遇有荒年，计户而散。先中下户，酌量赈给，不复还仓。后及上户缺粮之人，酌量给贷，丰年照数还仓。凡给贷，皆登记册籍，以备考核。仓虚，罚社首出一岁之米。嘉靖后废除。
清圣祖康熙十八年（1679年），诏各地乡村立社仓，市镇立义仓。社仓为官督民办，即由地方官劝谕本乡之士民捐输。康熙五十四年（1715年），准富民能捐谷五石者，免本身一年杂项差徭。有多捐一倍、二倍者，照数按年递免。超过四十石者，分别由州县奖给匾额，捐至二百五十石者，咨吏部给予“义民”顶戴，照未入流冠带荣身。凡给匾额之民家，永免差役。仓米于春季支借，秋成还仓。遇灾荒则赈恤本地贫民。设正、副社长司其出纳，地方吏胥不得干预，但地方官有权稽查、监督。